# دافيد لاسلو
دافيد لاسلو (بالمجرية: Dávid László)‏ هو لاعب كرة قدم مجري، ولد في 25 أبريل 2002 في سيكشفهيرفار في المجر. لعب مع نادي بودابست هونفيد.

## وصلات خارجية
- دافيد لاسلو على موقع اتحاد المجر (الهنغارية)
- دافيد لاسلو على موقع قاعدة بيانات كرة القدم.إي يو (الإنجليزية)
- دافيد لاسلو على موقع Soccerway.com (الإنجليزية)